# Хогг, Джон (биолог)
Джон Хогг (1800—1869) — британский натуралист. Писал о земноводных, птицах, растениях, рептилиях и протистах. Добавил (в 1860) к трём линнеевским царствам живой природы четвёртое, Protoctista. С 1839 года член Лондонского королевского общества.

## Четвёртое царство
Выделение четвёртого царства живой природы Хогг обосновывал просто тем, что для «первых существ» (считалось, что они возникли раньше растений и животных) необходимо свое царство. Также он пытался использовать в качестве примера род пресноводных губок Spongilla, однако позднее оказалось, что их фотосинтез является результатом деятельности симбиотических водорослей.